# 중앙 티베트 행정부
중앙 티베트 행정부(영어: Central Tibetan Administration, CTA) 또는 티베트 망명정부(티베트어: བོད་མིའི་སྒྲིག་འཛུགས་, 영어: The Government of Tibet in Exile, Tibetan Government in Exile)는 1959년에 제14대 달라이 라마가 인도에서 수립한 티베트의 망명정부이다. 공식 명칭은 달라이 라마 성하의 중앙 티베트 행정부(The Central Tibetan Administration of His Holiness the Dalai Lama)이다.
티베트 망명정부는 티베트에 있던 티베트 정부의 연장선으로 1959년 4월 29일 인도 북부 우타르프라데시 주 무수리에 설립된 이후 1960년 5월에 인도 북서부 히마찰프라데시 주 다람살라의 강첸 키숑(Gangchen Kyishong, 티베트어로 "설국의 기쁨의 골짜기"라는 뜻) 지역에 근거지를 옮겼다.
자신들이 티베트 내외에 거주하는 티베트인의 유일한 합법적 정부라고 주장하며 최근에는 유럽 국가를 중심으로 일부 국가들의 의회가 중앙 티베트 행정부를 공식 정부로 인정하고 있다.

## 개요
티베트의 자유 부흥을 목표로 하는 운동의 지도적 역할과 중국의 침략으로 발생한 약 13만 명에 이르는 티베트인 난민의 사회 복지를 유지하는 역할을 수행한다. 또 티베트 망명 정부는 티베트의 장래에 대비해 현대적인 민주주의 제도를 실험적으로 계속 도입해 왔다. 그 때문에 오늘의 티베트 망명 정부는 진정한 정부로서 기능하기 위한 모든 조직을 포함하여 자유로운 민주 정부의 특성을 지닌다. 다만 티베트가 다시 중국으로부터 독립하면 티베트 망명 정부는 망명 정부로서의 권한이 소멸되며 즉시 해산된다고 밝히고 있다.

## 정치
망명정부이지만 입헌군주제, 의원내각제의 형태로 돌아가고 있다. 달라이 라마가 정치에 손을 뗐기에 제정일치 신정이 아니라 정교분리 체제이다. 달라이 라마 14세가 자신이 죽으면 환생 제도를 폐지한다고 밝히기도 했지만 후계자가 민주적으로 뽑힐 수 있다는 발언을 했다. 2019년의 인터뷰에서도 티베트가 민주적 절차를 거쳐 선출된 지도자가 나타나는 것을 바란다고 밝히면서도, 달라이 라마가 계속될지 또한 티베트인의 뜻으로 결정해야 한다고 했다.

## 헌법
티베트 망명정부는 “망명 티베트인 헌장”의 민주적 원칙에 따라서 기능하고 있다. 이는 티베트 망명 정부의 기능을 총괄하는 최고법규이며, “헌법 초안 재작성 위원회”가 기초해, 1991년 6월 14일에 공선 의회인 “망명 티베트 대표자 의회”가 채택했다. 이 헌법은 유엔이 제정한 세계 인권 선언을 준수, 모든 티베트인이 법 앞에서 평등하며 성별, 종교, 인종, 언어, 출자(出自)에 의해 차별되지 않는 인권과 권익을 향유한다는 내용을 담고 있다. 이 헌법은 티베트 망명 정부의 입법, 행정, 사법이 명확한 삼권 분립으로 구성된다고 규정하고 있다.
“헌법 초안 재작성 위원회”는 1990년 제14대 달라이 라마가 설치했다. 이 위원회는 미래의 티베트를 위한 민주적 헌법 초안 작성과 동시에, 망명 티베트인의 권리를 보증하는 것을 포함한 헌장을 작성하는 것을 임무로 했다. 헌장 초안은 일단 108개 조항으로 구성되었으며 이에 대한 일반인의 의견이나 제안을 받기 위해 1991년 초 위원회는 초안을 널리 알렸다. 그 후, 위원회는 헌장 최종안을 작성해, 제11회 망명 티베트인 대표 의회 회의와 14대 달라이 라마에 제출하고 승인을 요청했다.
이 헌장이 시행되기 전 티베트 망명 정부의 역할과 권한은 1963년 3월 10일 14대 달라이 라마에 의해서 교부된 “미래의 티베트를 위한 민주적 헌법 초안의 조문”에 근거하였다.

## 각국 대표 사무소
망명 정부는 아래 도시에 대표 사무소를 설치하고 있다. 망명 정부를 외교적으로 승인하고 있는 나라는 아직 없으나 유럽이나 이스라엘, 일본, 중화민국, 대한민국, 그리고 미국 등지에서 일정한 공감을 얻고 있다. 단, 중화민국은 티베트의 영유권을 주장하고 있다.
- 아메리카: 뉴욕 (미국)
- 아시아: 뉴델리 (인도), 도쿄 (일본), 카트만두 (네팔), 타이베이 (중화민국)
- 아프리카: 프리토리아 (남아프리카 공화국)
- 오세아니아: 캔버라 (오스트레일리아)
- 유럽: 런던 (영국), 파리 (프랑스), 제네바 (스위스), 부다페스트 (헝가리), 모스크바 (러시아)

## 같이 보기
- 티베트 독립운동